# Oligositoides gudurensis
Oligositoides gudurensis är en stekelart som beskrevs av Yousuf och Shafee 1985. Oligositoides gudurensis ingår i släktet Oligositoides och familjen hårstrimsteklar. Inga underarter finns listade i Catalogue of Life.